# Politique dans la Manche
Le département français de la Manche est un département créé le 4 mars 1790 en application de la loi du 22 décembre 1789, à partir de l'ancienne province de Normandie. Les 445 actuelles communes, dont presque toutes sont regroupées en intercommunalités, sont organisées en 27 cantons permettant d'élire les conseillers départementaux. La représentation dans les instances régionales est quant à elle assurée par 16 conseillers régionaux. Le département est également découpé en 4 circonscriptions législatives, et est représenté au niveau national par quatre députés et trois sénateurs.

## Représentation politique et administrative

### Préfets et arrondissements

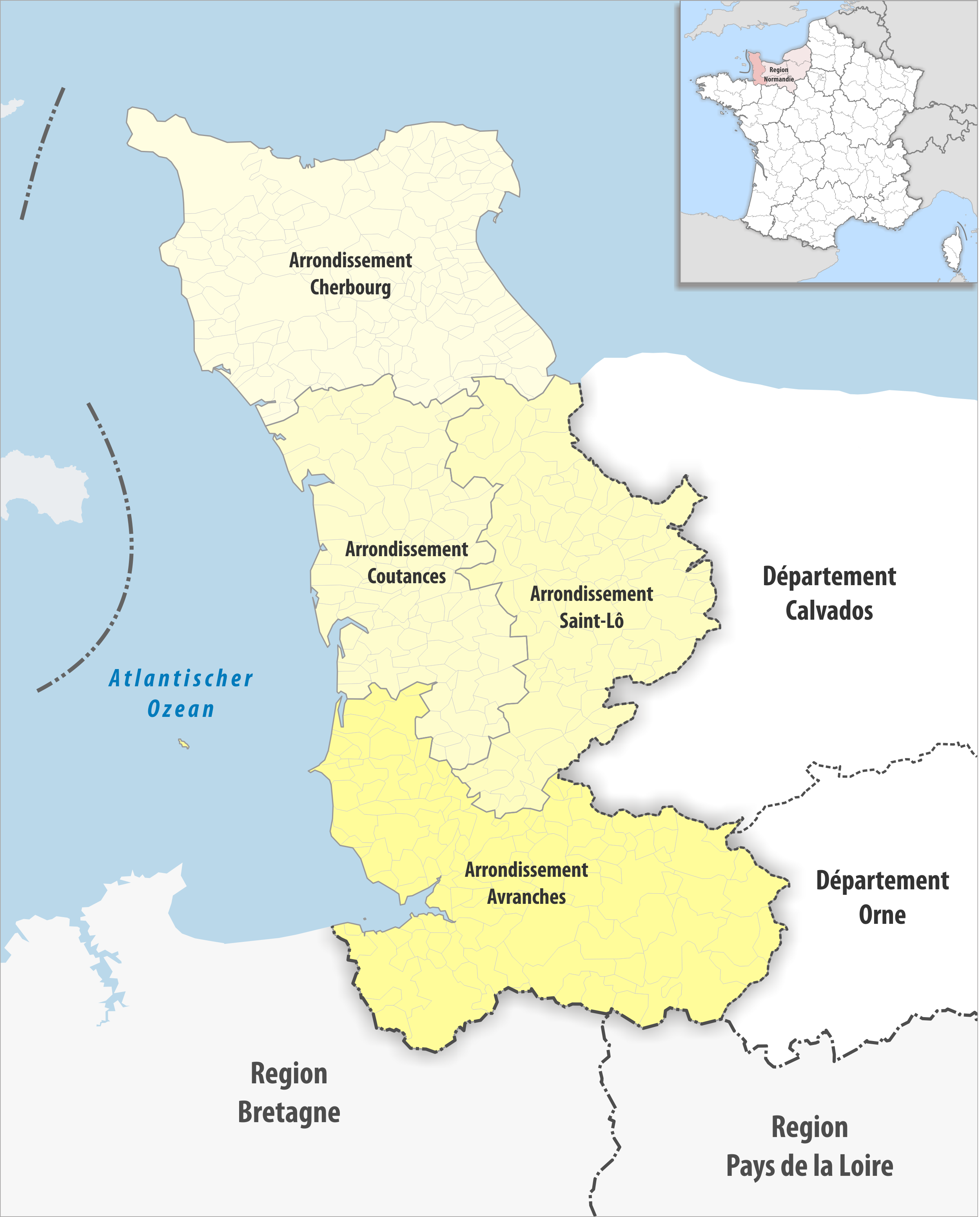
Arrondissements

La préfecture de la Manche est localisée à Saint-Lô. Le département possède en outre trois sous-préfectures à Avranches, Cherbourg-en-Cotentin et Coutances. Jusqu'en 1926, deux sous-préfectures supplémentaires existaient à Mortain et Valognes.

### Députés et circonscriptions législatives

Circonscriptions et affiliations à l'issue des élections de 2024.

| Circ. | Nom               |  | Parti | Groupe                             | Suppléant             |
| ----- | ----------------- |  | ----- | ---------------------------------- | --------------------- |
| 1re   | Philippe Gosselin |  | LR    | Droite républicaine                | Christèle Castelein   |
| 2e    | Bertrand Sorre    |  | RE    | Ensemble pour la République        | Marie-Hélène Fillâtre |
| 3e    | Stéphane Travert  |  | RE    | Ensemble pour la République (app.) | Valerie Leconte       |
| 4e    | Anna Pic          |  | PS    | Socialistes et apparentés          | Nadège Plaineau       |

### Sénateurs
| Nom               |  | Parti | Groupe                                | Autres mandats (passés ou actuels) |
| ----------------- |  | ----- | ------------------------------------- | ---------------------------------- |
| Philippe Bas      |  | LR    | Les Républicains                      |                                    |
| Béatrice Gosselin |  | LR    | Les Républicains                      |                                    |
| Sébastien Fagnen  |  | PS    | Socialiste, écologiste et républicain |                                    |

### Conseillers départementaux

Cantons et affiliations à l'issue des élections de 2021.

| Canton                         | Conseiller Sortant         | Parti | Parti | Conseiller élu           | Parti | Parti |
| ------------------------------ | -------------------------- | ----- | ----- | ------------------------ | ----- | ----- |
| Agon-Coutainville              | Gabriel Daube              |       | UDI   | Isabelle Bouyer Maupas   |       | DVD   |
| Agon-Coutainville              | Dominique Larsonneur-Morel |       | Agir  | Damien Pillon            |       | DVD   |
| Avranches                      | Catherine Brunaud-Rhyn     |       | LR    | Catherine Brunaud-Rhyn   |       | LR    |
| Avranches                      | Antoine Delaunay           |       | LR    | Antoine Delaunay         |       | LR    |
| Bréhal                         | Patricia Lecomte           |       | DVD   | Valérie Coupel-Beaufils  |       | DVD   |
| Bréhal                         | Alain Navarret             |       | DVD   | Alain Navarret           |       | DVD   |
| Bricquebec-en-Cotentin         | Françoise Lerossignol      |       | DVD   | Damien Ferey             |       | DVD   |
| Bricquebec-en-Cotentin         | Christophe Davenet         |       | DVD   | Françoise Lerossignol    |       | DVD   |
| Carentan-les-Marais            | Maryse Le Goff             |       | DVD   | Maryse Le Goff           |       | DVD   |
| Carentan-les-Marais            | Marc Lefèvre               |       | DVD   | Hervé Marie              |       | DVD   |
| Cherbourg-en-Cotentin-1        | Frédéric Bastian           |       | PS    | Emmanuelle Bellée        |       | PS    |
| Cherbourg-en-Cotentin-1        | Anna Pic                   |       | PS    | Pierre-François Lejeune  |       | PS    |
| Cherbourg-en-Cotentin-2        | Karine Duval               |       | PS    | Karine Duval             |       | PS    |
| Cherbourg-en-Cotentin-2        | Sébastien Fagnen           |       | PS    | Thierry Letouzé          |       | DVG   |
| Cherbourg-en-Cotentin-3        | Marie-Odile Féret          |       | PS    | Isabelle Fontaine        |       | LR    |
| Cherbourg-en-Cotentin-3        | Franck Tison               |       | PS    | Axel Fortin Lariviere    |       | DVC   |
| Cherbourg-en-Cotentin-4        | Dominique Hébert           |       | PS    | Dominique Hébert         |       | PS    |
| Cherbourg-en-Cotentin-4        | Odile Lefaix-Véron         |       | PS    | Odile Lefaix-Véron       |       | PS    |
| Cherbourg-en-Cotentin-5        | Madeleine Dubost           |       | PS    | Stéphanie Coupé          |       | DVG   |
| Cherbourg-en-Cotentin-5        | Gilles Lelong              |       | PS    | Gilles Lelong            |       | PS    |
| Condé-sur-Vire                 | Michel de Beaucoudrey      |       | DVD   | Michel de Beaucoudrey    |       | DVD   |
| Condé-sur-Vire                 | Marie-Pierre Fauvel        |       | DVD   | Marie-Pierre Fauvel      |       | DVD   |
| Coutances                      | Jean-Dominique Bourdin     |       | UDI   | Grégory Galbadon         |       | LREM  |
| Coutances                      | Anne Harel                 |       | DVD   | Sonia Larbi              |       | DVC   |
| Créances                       | Chantal Barjol             |       | DVD   | Hedwige Collette         |       | DVD   |
| Créances                       | Jean Morin                 |       | DVD   | Jean Morin               |       | DVD   |
| Granville                      | Sylvie Gâté                |       | DVD   | Sylvie Gâté              |       | DVD   |
| Granville                      | Jean-Marc Julienne         |       | UDI   | Yvan Taillebois          |       | DVD   |
| La Hague                       | Yveline Druez              |       | DVG   | Jean-Marc Frigout        |       | DVG   |
| La Hague                       | Jean-Paul Fortin           |       | DVG   | Nathalie Madec           |       | DVG   |
| Isigny-le-Buat                 | Marie-Hélène Fillâtre      |       | DVD   | Franck Esnouf            |       | LR    |
| Isigny-le-Buat                 | Jean-Paul Ranchin          |       | DVD   | Jessie Orvain            |       | DVD   |
| Le Mortainais                  | Serge Deslandes            |       | LR    | Lydie Brionne            |       | DVD   |
| Le Mortainais                  | Valérie Normand            |       | DVD   | Hervé Desserouer         |       | DVD   |
| Les Pieux                      | Frédérique Boury           |       | DVG   | Frédérique Boury         |       | DVG   |
| Les Pieux                      | François Rousseau          |       | DVG   | Benoît Fidelin           |       | MoDem |
| Pont-Hébert                    | Jean-Claude Braud          |       | DVD   | Jean-Claude Braud        |       | DVD   |
| Pont-Hébert                    | Nicole Godard              |       | DVD   | Nicole Godard            |       | DVD   |
| Pontorson                      | André Denot                |       | DVD   | André Denot              |       | DVD   |
| Pontorson                      | Valérie Nouvel             |       | DVD   | Valérie Nouvel           |       | DVD   |
| Quettreville-sur-Sienne        | Maryse Hédouin             |       | DVC   | Hervé Agnès              |       | DVD   |
| Quettreville-sur-Sienne        | Jean-Claude Heurtaux       |       | DVD   | Dany Ledoux              |       | DVD   |
| Saint-Hilaire-du-Harcouët      | Jacky Bouvet               |       | DVD   | Jacky Bouvet             |       | DVD   |
| Saint-Hilaire-du-Harcouët      | Carine Mahieu              |       | LR    | Carine Grasset-Mahieu    |       | LR    |
| Saint-Lô-1                     | François Brière            |       | DVD   | Philippe Gosselin        |       | LR    |
| Saint-Lô-1                     | Adèle Hommet-Lelièvre      |       | DVD   | Adèle Hommet             |       | DVD   |
| Saint-Lô-2                     | Brigitte Boisgerault       |       | DVD   | Brigitte Boisgerault     |       | DVD   |
| Saint-Lô-2                     | Mathieu Johann-Lepresle    |       | DVC   | Matthieu Lebrun          |       | DVC   |
| Valognes                       | Christèle Castelein        |       | DVD   | Christèle Castelein      |       | DVD   |
| Valognes                       | Jacques Coquelin           |       | DVD   | Jacques Coquelin         |       | DVD   |
| Val-de-Saire                   | Christine Lebacheley       |       | DVD   | Daniel Denis             |       | DVC   |
| Val-de-Saire                   | Jean Lepetit               |       | DVC   | Brigitte Léger-Lepaysant |       | DVC   |
| Villedieu-les-Poêles-Rouffigny | Philippe Bas               |       | LR    | Philippe Bas             |       | LR    |
| Villedieu-les-Poêles-Rouffigny | Martine Lemoine            |       | DVD   | Martine Lemoine          |       | DVD   |

### Conseillers régionaux
Présidence : Hervé Morin (Eure)
|            | Parti | Siège |
| ---------- | ----- | ----- |
| Majorité   |       |       |
|            | LR    | 4     |
|            | DVD   | 4     |
|            | MoDem | 1     |
|            | LMR   | 1     |
| Opposition |       |       |
|            | RN    | 1     |
|            | LAF   | 1     |
|            | EÉLV  | 1     |
|            | G·s   | 1     |
|            | PS    | 1     |
|            | DVD   | 1     |

### Maires

Carte des 445 communes de la Manche au 1er janvier 2022.

| Commune                   | Maire                  |  | Parti | Élection | Population |
| ------------------------- | ---------------------- |  | ----- | -------- | ---------- |
| Avranches                 | David Nicolas          |  | DVC   | 2014     | 10 225     |
| Bricquebec-en-Cotentin    | Denis Lefer            |  | DVD   | 2020     | 5 888      |
| Carentan-les-Marais       | Jean-Pierre Lhonneur   |  | LR    | 2016     | 10 220     |
| Cherbourg-en-Cotentin     | Benoît Arrivé          |  | PS    | 2016     | 78 028     |
| Coutances                 | Jean-Dominique Bourdin |  | UDI   | 2020     | 8 372      |
| Granville                 | Gilles Ménard          |  | DVG   | 2020     | 12 799     |
| La Hague                  | Manuela Mahier         |  | DVG   | 2020     | 11 444     |
| Saint-Hilaire-du-Harcouët | Jacky Bouvet           |  | DVD   | 2020     | 5 735      |
| Saint-Lô                  | Emmanuelle Lejeune     |  | DVD   | 2020     | 19 352     |
| Valognes                  | Jacques Coquelin       |  | LR    | 2008     | 6 896      |